# 徳川久子
徳川 久子（とくがわ ひさこ、1873年（明治6年）11月15日 - 1963年（昭和38年）12月25日）は、紀州徳川家第15代当主・徳川頼倫の妻。父は徳川茂承。母は徳川則子。院号は解脱院。

## 生涯
紀州藩主・徳川茂承の娘として生まれる。母は正室の徳川則子。その後、紀州徳川家第15代当主・徳川頼倫の妻となり、3男（頼貞・宣方・治）を出産。妹の孝子・保子と共に紀州徳川家と血脈の継承に尽くした紀州家三姉妹と称され、久子は美人としても知られた。
1963年（昭和38年）、病死。享年91。墓所は和歌山県海南市の長保寺。

## 著作
『紀の国 : 歌集』南葵育英会, 1963.11